# 南浅間町
南浅間町（みなみせんげんちょう）は、神奈川県横浜市西区の町名。住居表示は未施行で、丁目は設けられていない。面積は0.164km2。

## 地理
西区の西部に位置し、北東～南西にやや扁平な町域を持つ。北は浅間町4丁目、北東は新田間川を挟み岡野2丁目、東は帷子川を挟み西平沼町、南から西にかけては保土ケ谷区と接する。町の中央を南東から北西に国道16号が通る。住宅のほか商店や事業所が多く、北東部には横浜油脂工業の本社・工場がある。南西部にある社宮司公園は、浅間町にある洪福寺の鎮守の社宮司大権現に由来する。町内に鉄道路線はなく、西平沼町にある相鉄本線西横浜駅が最寄りとなる。浅間町の国道16号・環状1号上にある洪福寺バス停には、横浜駅西口と保土ケ谷区・旭区各地を結ぶ路線を中心に、路線バスが頻繁に発着している。町内の尾張屋橋際バス停には、保土ケ谷駅東口・藤棚方面から横浜駅西口・保土ケ谷車庫方面に向かう便のみ停車し、逆方向の便は通過する。

## 歴史
かつては帷子川の河口の入り江に近く、帷子川沿いの一部は1761年（宝暦11年）に開拓された宝暦新田（大新田とも）および1780年（安永9年）の安永新田、北東端の横浜油脂工業の付近は1786年（天明6年）に藤江茂右衛門により開拓された藤江新田にかかると考えられている。橘樹郡芝生村、同神奈川町を経て1901年（明治34年）に横浜市浅間町および岡野町の各一部となる。
1936年（昭和11年）11月1日、横浜市神奈川区浅間町字大新田・鹿島・社宮司および岡野町の各一部から南浅間町を新設。町名は、浅間町の南方にあることからつけられた。1943年（昭和18年）に神奈川区から中区に編入され、1944年（昭和19年）4月1日中区から西区が新設された際には西区に編入された。町域の一部は1965年に岡野町の一部、1966年に西平沼町の一部を編入。1970年には浅間町および保土ケ谷区天王町との間で境界の変更があった。

### 新天地カフェ街
1932年（昭和7年）に櫻井染五郎により芦の茂る荒れ地が埋め立てられ、同年7月に新天地桜会稲荷神社が建てられた。この周辺には1933年に「新天地遊廓」が出来た。1945年、20軒あった店は横浜大空襲により4軒を残して焼失した。戦後はカフェーが増え、赤線地帯の「新天地カフェ街」となった。新天地桜会稲荷神社は、1955年に浅間町公益質店舗前から尾張屋橋沿いの現在地に移転している。1958年（昭和33年）3月に売春防止法が制定されることになり、業者はその1か月前に一斉に自主廃業した。

## 世帯数と人口
2025年（令和7年）6月30日現在（横浜市発表）の世帯数と人口は以下の通りである。
| 町丁     | 世帯数    | 人口    |
| -------- | --------- | ------- |
| 南浅間町 | 1,861世帯 | 2,995人 |

### 人口の変遷
国勢調査による人口の推移。
| 年                 | 人口  |
| ------------------ | ----- |
| 1995年（平成7年）  | 2,733 |
| 2000年（平成12年） | 2,738 |
| 2005年（平成17年） | 2,600 |
| 2010年（平成22年） | 2,514 |
| 2015年（平成27年） | 2,525 |
| 2020年（令和2年）  | 2,841 |

### 世帯数の変遷
国勢調査による世帯数の推移。
| 年                 | 世帯数 |
| ------------------ | ------ |
| 1995年（平成7年）  | 1,281  |
| 2000年（平成12年） | 1,411  |
| 2005年（平成17年） | 1,417  |
| 2010年（平成22年） | 1,444  |
| 2015年（平成27年） | 1,501  |
| 2020年（令和2年）  | 1,711  |

## 学区
市立小・中学校に通う場合、学区は以下の通りとなる（2024年11月時点）。
| 番・番地等 | 小学校             | 中学校             |
| ---------- | ------------------ | ------------------ |
| 全域       | 横浜市立平沼小学校 | 横浜市立岡野中学校 |

## 事業所
2021年現在の経済センサス調査による事業所数と従業員数は以下の通りである。
| 町丁     | 事業所数 | 従業員数 |
| -------- | -------- | -------- |
| 南浅間町 | 79事業所 | 749人    |

### 事業者数の変遷
経済センサスによる事業所数の推移。
| 年                 | 事業者数 |
| ------------------ | -------- |
| 2016年（平成28年） | 69       |
| 2021年（令和3年）  | 79       |

### 従業員数の変遷
経済センサスによる従業員数の推移。
| 年                 | 従業員数 |
| ------------------ | -------- |
| 2016年（平成28年） | 591      |
| 2021年（令和3年）  | 749      |

## その他

### 日本郵便
- 郵便番号：220-0074[3]（集配局：神奈川郵便局[23]）

### 警察
町内の警察の管轄区域は以下の通りである。
| 番・番地等 | 警察署     | 交番・駐在所 |
| ---------- | ---------- | ------------ |
| 全域       | 戸部警察署 | 岡野交番     |